# イプチセン

最も単純なイプチセンであるトリプチセンの構造

イプチセン(Iptycene)は、様々な数のアレーン部位が架橋ビシクロオクタトリエン核に結合した構造を持つ芳香族化合物である。バレレンの誘導体である。最初の、また最も単純なイプチセンはトリプチセンである。
最初のイプチセンは、E. Carlにより1931年に報告された。ポール・バートレットらはCarlの方法を発展させ、初めてトリプチセンを合成した。